# Halina Maliszewska
Halina Maliszewska (Danzica, 29 settembre 1949) è un'ex cestista polacca.

## Carriera
Con la Polonia ha disputato due edizioni dei Campionati europei (1968, 1970).